# François Félix
François Félix (* 18. Mai 1949 in Viviers) ist ein ehemaliger französischer Fußballspieler, der später auch als Trainer gearbeitet hat.

## Karriere
François Félix spielte als Jugendlicher bei einem Verein aus Saint-Priest, im Lyoner Umland gelegen, Fußball. Mit gerade 19 Jahren kam er zu Olympique Lyon, wo er unter Trainer Aimé Mignot allerdings in den folgenden drei Jahren eher nur Ergänzungsspieler war. Mit Fleury Di Nallo, André Guy sowie – ab 1969 – Bernard Lacombe und Serge Chiesa existierte bei den Gones („Burschen“ ist der bis ins 21. Jahrhundert geläufige Spitzname der Lyoner Mannschaften) gerade in der Offensive starke Konkurrenz für den jungen Stürmer. Dennoch bestritt er im Messestädte-Pokal 1968/69 drei von Lyons vier Spielen, schoss darin gegen Vitória Setúbal Olympiques einziges Tor und stand auch beim Pokalendspiel 1971 in Olympiques Startelf, die sich dann allerdings Stade Rennes UC mit 0:1 geschlagen geben musste. Im selben Sommer holte Trainer Jean Vincent François Félix zum SEC Bastia, und dort entwickelte er sich unter Vincents Nachfolger Pierre Cahuzac zu einem der torgefährlichsten Angreifer der ersten französischen Division, der ob seiner Wendigkeit „nur schwer in den Griff zu bekommen“ war: 1971/72 gelangen ihm 14 Punktspieltreffer, in der Saison darauf waren es sogar 17, womit er Rang sechs in der Ligatorjägerliste belegte. Zu seinen Charakteristika gehörte eine kämpferische Einstellung, und etliche seiner Tore hat er per Flugkopfball erzielt. Allerdings schlossen die Korsen, wie zuvor schon Lyon, in den jeweiligen Abschlusstabellen stets nur auf einem Mittelfeldplatz ab; immerhin stand Félix mit seiner Elf am Ende seines ersten dortigen Jahres erneut im Endspiel des Landespokals – und verließ den Platz nach einem 1:2 gegen Olympique Marseille wiederum nur als „zweiter Sieger“. Da Marseille auch die Meisterschaft gewonnen hatte, spielte der SEC im Europapokal der Pokalsieger 1972/73; bei dem Erstrunden-Aus gegen Atlético Madrid war es François Félix, dem Bastias einziger Treffer gelang. Im Spätsommer 1972 gewann er mit Bastia aber die Challenge des Champions, und beim 5:2 über Marseille erzielte er auch ein Tor; es sollte sein einziger Titel in seiner Karriere bleiben.
Im Sommer 1973 verpflichtete der Paris FC den Stürmer, doch trotz seiner 18 Tore stand der Hauptstadtklub am Saisonende auf einem Abstiegsplatz und gab Félix an Olympique Nîmes ab. Die Mannschaft aus dem Gard beendete zwölf Monate später die Division 1 als Vierter, aber in der folgenden Winterpause wechselte François Félix dennoch zurück zum SEC Bastia, wo er schnell wieder unentbehrlich wurde. In der Saison 1976/77 brachte er es auf 21 Ligatore (6. Rang), die Mannschaft wurde Dritter und qualifizierte sich für den UEFA-Pokal 1977/78. Pierre Cahuzac, der immer noch bei Bastia tätige Trainer, verfügte mit dem späteren Nationaltorhüter Pierrick Hiard, Claude Papi, Jacques Zimako, André Burkhard, Jean-François Larios, Johnny Rep und Félix über eine Reihe routinierter Spieler, und seine Elf überraschte mit einem grandiosen Parcours, der sie als erst dritte französische Vereinsmannschaft nach Stade Reims und AS Saint-Étienne bis ins Endspiel eines europäischen Wettbewerbs führte. Ihre ersten sieben Spiele gegen Sporting Lissabon, Newcastle United, AC Turin und FC Carl Zeiss Jena gewann sie in Serie, erzielte in den zehn Spielen bis zum Finale 27 Tore und ihr Sturmführer „Fanfan“ Félix hatte dabei alleine vier der insgesamt fünf Treffer gegen Lissabon sowie zwei beim 7:2 über Jena geschossen. Im ersten der beiden Endspiele gegen die PSV Eindhoven (0:0) erhielt der junge Marokkaner Abdelkrim Merry, genannt „Krimau“ den Vorzug, zumal der später eingewechselte Félix noch an den Folgen eines vor dem Halbfinal-Rückspiel gegen die Grasshoppers Zürich erlittenen Verkehrsunfalls laborierte, die zudem seinen Einsatz im 0:3 verlorenen Rückspiel verhinderten.
Direkt nach diesem Europapokal wechselte François Félix im Sommer 1978 zum SCO Angers, wo sein erster Profitrainer aus Lyoner Tagen, Aimé Mignot, arbeitete. Der Angreifer blieb dort zwei Jahre; allerdings spielte Angers trotz Félix’ Toren – immerhin noch 22 in 65 Punktspielen – eher gegen den Abstieg. Bei seiner letzten Station, der AJ Auxerre, kam er 1980/81 aufgrund einer zu Saisonbeginn erlittenen Verletzung infolge eines Fouls nur noch in wenigen Spielen zum Einsatz und beendete dort seine Spielerzeit. Er arbeitete anschließend zunächst bis 1984 im Trainerstab von Auxerre unter Guy Roux, dann im nahegelegenen Tonnerre, ehe es ihn nach Korsika zurückzog, wo er bei dem Amateurclub FA Île-Rousse aus Monticello von 1989 bis zu dessen Konkurs 2008 die Funktion des Cheftrainers ausfüllte.

## Erfolge
- Französischer Pokalfinalist: 1971, 1972
- UEFA-Cup-Finalist: 1978
- Gewinner des Französischen Supercups (Challenge des Champions): 1972
- Rang 42 unter den allzeit besten Torschützen der höchsten französischen Spielklasse mit insgesamt 120 oder 119 Treffern[1]
- 14 Europapokalspiele, 8 Tore (1968/69, 1972/73 und 1977/78)[12]